# スカーバロー (オンタリオ州)
スカーバロー（英: Scarborough）はカナダのオンタリオ州、トロント東部の一地区名。日本では慣用的にスカボロ、スカボロー等とも書かれる。
200年以上トロントとは独立した都市であったが、1998年の合併でトロント東部の一地区となった。スカーバローの名は今も地元住民の間で使われており、カナダポストも市町村名として識別している。スカーバローはオールド・トロントの郊外としての特徴を持っているが、それでも独自の特徴や特性を残している。カナダ国内でも新移民の流入が多く、様々な文化が入り込んできている。
スカーバローの断崖（Scarborough Bluffs）やルージュ川（Rouge River）を始めとして、入江や小さな支流が多くあり、トロント市内では緑豊かな場所のひとつ。

## 歴史

### 名前の由来
アッパーカナダの初代副総督ジョン・グレイブス・シムコー（John Graves Simcoe）の妻エリザベス・シムコー（Elizabeth Simcoe）がイングランドのノース・ヨークシャー州にあるスカーブラ（Scarborough）の名を取ってこの土地を「スカーバロー」と名付けたことに由来する。これはオンタリオ湖岸に沿ってあるスカーバローの絶壁が、スカーブラにある大理石の断崖を想起させたことに基づく。1793年8月4日の日記に断崖の様子について書かれており、この地をスカーバローと呼ぶことを決めた経緯が窺える。

### 設立
1850年1月1日に、タウンシップとして設立
。1953年4月15日にはメトロポリタン・トロントが上層に位置する新しいレベルの行政体として置かれた。これによって、幹線道路や交通機関などの地域間をまたがるサービスを提供しやすくなった。1967年1月1日に市制に準ずるレベルに格上げされ、後の1983年に市制となった。この間、変わらずメトロポリタン・トロントの一部に含まれていたが、1998年1月1日、新トロント市に合併され、都市としての独立性を失った。

## 入植
人類がこの地に最初に入植したのは今から1万年前の紀元前8,000年頃であることが考古学上、フェンウッドハイツ（Fenwood Heights）に見ることができ、遊牧民のキャンプ跡などが見つかっている
。
1600年代、セネカの国がこの地域にあるガナツクヤゴンの村（Ganatsekwyagon）に住居を構えていた。後にミシサガの国に取って代わられる。そして、このミシサガ国の土地は1700年代に入植してきたイギリス人の手に渡り、1796年、イギリスはこの土地に入植する権利を入植者らに与えた。しかし、この数年前、すでに無権利のまま入植が始まっていた。1832年に最初の郵便局がスカーバロー・ヴィレッジ（Scarborough Village）に開設された。
19世紀、スカーバロー西部のトロントの拡張がキングストン通りとダンフォース通り沿いの住宅物件の開発を進めることにつながった。都市部の開発は進められ、20世紀後半、スカーバロー郊外は郊外型の住宅街へと開発された。21世紀始め、スカーバローRTの北端に位置するハイウェイ401号線沿いに複数の高層コンドミニアムを建設するプロジェクトが進められ、これがスカーバロー・シティ・センター周辺の居住人口密度を押し上げることになった。

## 人口動勢
2016年度の人口は63万2098人で、人口密度は3,367.6/km2。1996-2001年の人口増加率は6.1%とトロント市内では最も高い伸びを見せていた。
スカーバローの人口は過去40年の間に流入してきた移民を多く含み、住民の54%は国外を出生としている。中華系の人口は全住民の17.76%を占め、南アジア系17.73%、アフリカ系10.09%、フィリピン系5%と続く。そのほかの有色人種はそれぞれ2%満たない。移民によって作り出された力強い多種多様な文化を様々な場所で見ることができる。中国系のビジネス、レストランの密度が高いアジンコート地域（Agincourt）が最も良く知られる。スカーバローの基幹道路、キングストン通り、エグリントン通り、ローレンス通りなどにはカリブ系、中華系、イスラーム系などのレストランや店が多くあり、同様に他の民族グループもビジネスを営んでいる。

## 地理

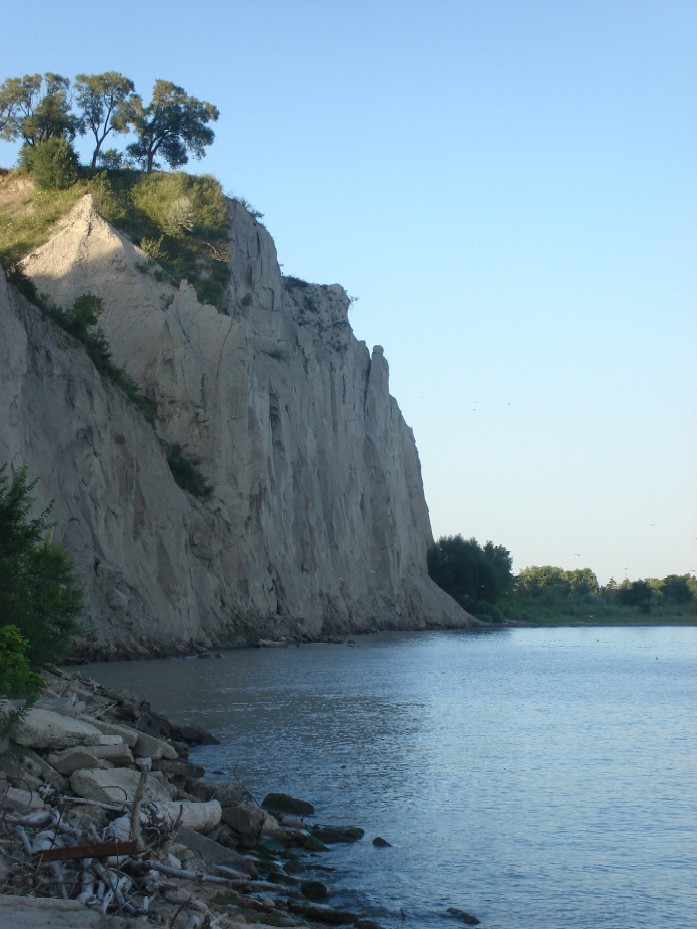
スカーバローの断崖

スカーバロー地区の境界は西のビクトリアパーク通り、東はルージュ川、リトルルージュ・クリーク、スカーバロー・ピカリング・タウンラインと、北はスティール通り、南はオンタリオ湖と接している。
スカーバローの断崖（Scarborough Bluffs）がオンタリオ湖岸に沿って14kmあり、高さ60mを超える場所もある。

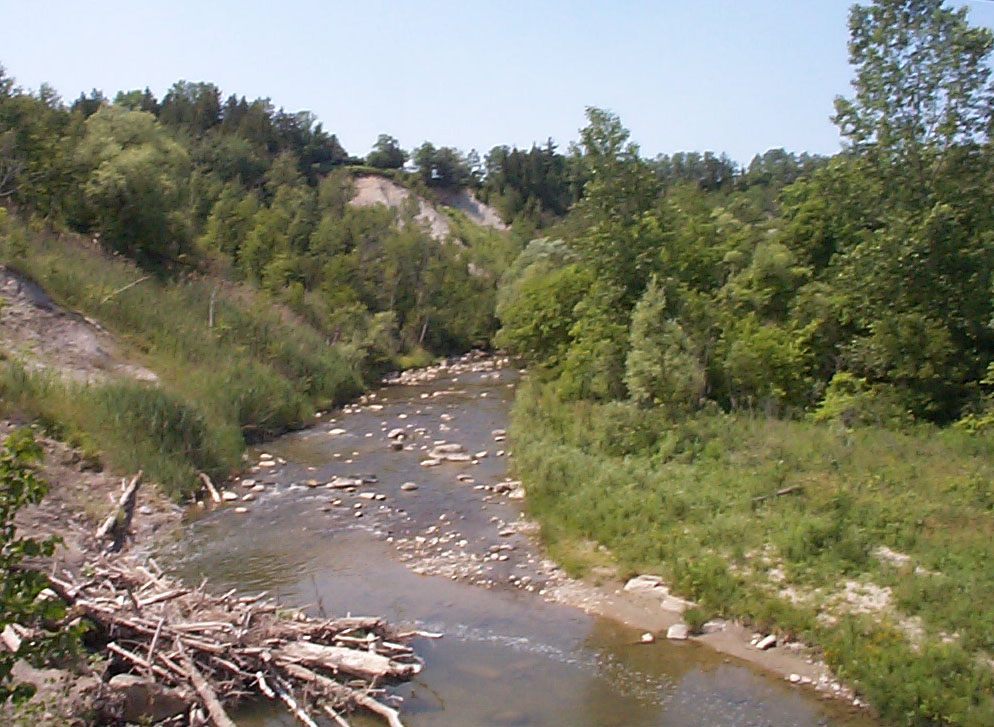
ルージュ川

ルージュ川渓谷もまたよく知られ、自然や森が今も多く残っている。野生動物が多く生息しており、鹿や狐、コヨーテなどがいる。1990年代中頃、ピューマがルージュ渓谷で目撃されたとの情報が数件あり、目撃者の中にビデオ録画をしたものもいる。
ハイランド・クリーク（Highland Creek）も地勢的に大きな位置を占めており、北西から南東に向かってスカーバローを流れている。川は途中、公園や自然、産業地区、住宅街を流れ、水路としても使われる。

## 文化

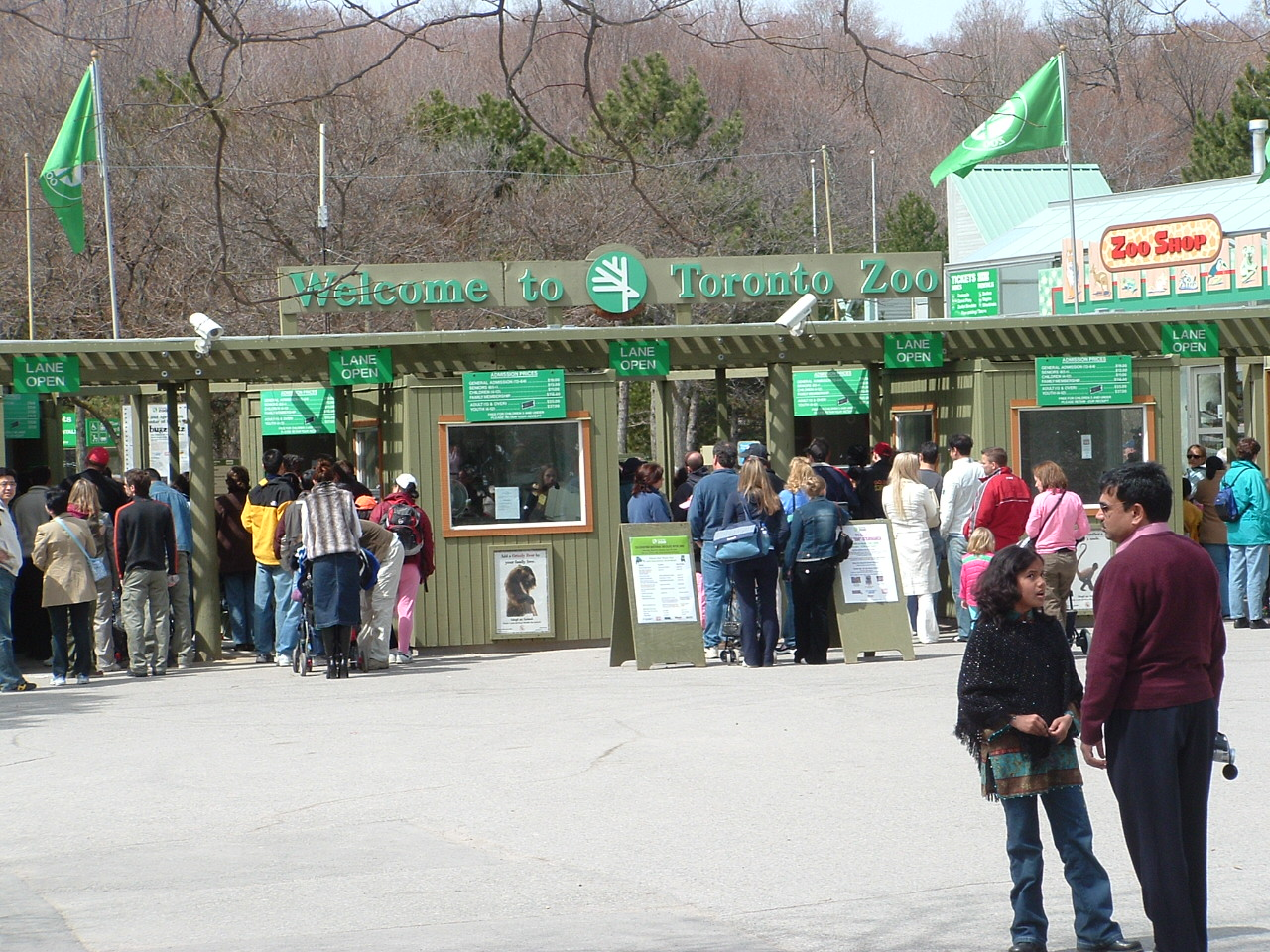
トロント動物園入口

スカーバロー・タウン・センター（Scarborough Town Centre）はトロント東部では最大の商業娯楽施設（州内第4位の店舗面積を持つショッピングモール）で、東部のハブとしても機能している。スカーバロー・シビック・センター、アルバート・キャンベル・スクエアなどが隣接しており、旧スカーバロー市政府のもと、シティ・センターとして開発された。
1974年、トロント動物園がダウンタウンから今のルージュ川渓谷に移設された。これによって新しい施設の広さは従来の3ヘクタールから300ヘクタール以上の敷地へと拡大された。
地勢的な特徴からスカーバローには豊富なゴルフコースがあり、1895年設立のトロント・ハント・クラブを始めとして、歴史あるゴルフ場が点在する。
2006年5月17日、マルバーン地区に複合スポーツ施設である「ナイキ・マルバーン・スポーツ・コンプレックス」（Nike Malvern Sports Complex）が完成した。ナイキ・カナダが建設費用として50万カナダドルを寄付している。この複合施設は、バスケットボール・コート、サッカーの練習用グランド、陸上競技場などを備えている。

## 経済
スカーバロー全体がトロント経済圏の一部を構成している。スカーバローにはビジネス街としてトロント中心部と同じレベルでの基盤がなく、都市部の人口密度もそれほどではない。今でも北東部には農場がいくつか残っており、田園風景が広がっていた過去の面影がある。
トロントと比較した場合、スカーバローも似たような産業構成をしているが、スカーバローのほうが製造業の割合が高く、先端科学技術の割合が低い。また、ホンダ・カナダの本社が置かれている。
スカーバロー・タウン・センターを中心としたエリアには大型ショッピングモール、RTの駅、市民広場、行政官庁のオフィスがあり、近年建設された新しい高層コンドミニアムが建ち並ぶ。

## 交通

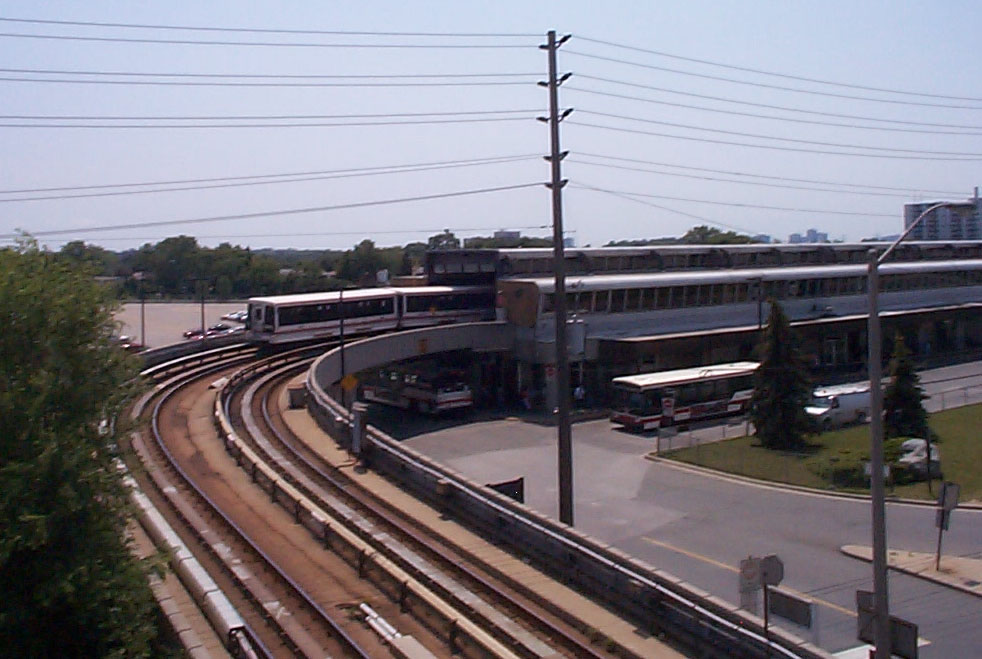
RTケネディ駅

スカーバローには。1985年に州内で初めて建設された高架式の鉄道「スカボロRT」が地下鉄ケネディー駅からマッコワン駅までの区間を走んでいたが、2023年7月に老朽化により廃止。同区間は地下鉄の延長が建設中となっている。このほか、スカーバロー内にはTTCのバス路線網と3駅の地下鉄駅がある。
GOトランジットは2つの主な通勤路線を提供している鉄道で、南部の湖岸を走るレイクショア・イースト・ライン、南北を走るストッフビル・ラインがある。またバスも運営していて、バス停も地区内にいくつかある。
スカーバロー地区内には主な高速道路として、ハイウェイ401号線（Highway 401）のみがある。

## 教育

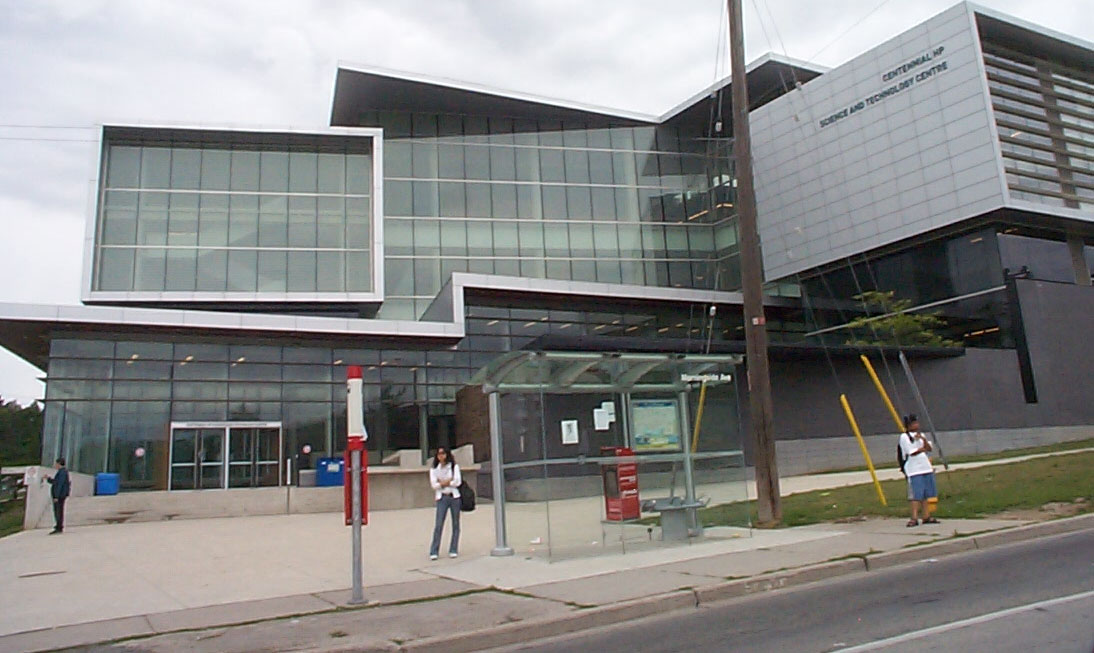
センテニアル・カレッジ・テクノロジー・センター

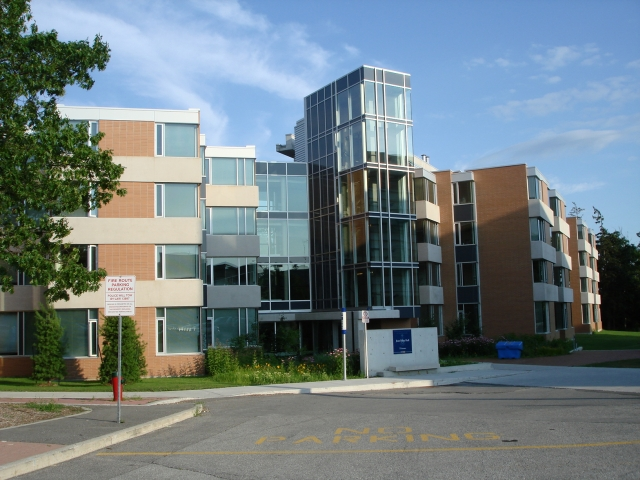
ジョン・フォーリー・ホール（トロント大学スカーバロー・キャンパス内）

1915年創立のエージンコート・コリージット・インスティテュート（Agincourt Collegiate Institute、1955年に高校となる）と1922年創立のR.H.キング・アカデミー（R.H. King Academy）が最も古い歴史を持つ高校。

### 高等教育機関
- センテニアル・カレッジ （英称：Centennial College）
- トロント大学スカーバローキャンパス （英称：University of Toronto Scarborough、略称：UTSC）

## 姉妹・友好都市
- インディアナポリス （アメリカ インディアナ州） - 姉妹都市提携
- 相模原市 （日本 神奈川県） - 友好都市提携

トロントへ合併されて以降も友好関係は続けられている。